# Diez Asistentes
Los Diez Asistentes, también conocidos como los Diez Eunucos, fueron un grupo de eunucos-funcionarios influyentes en la corte del Emperador Ling ( r. 168-189) en la China de finales de los Han. Aunque a menudo se les conoce como un grupo de diez, en realidad eran doce y todos ocupaban el puesto de zhong changshi (中常侍; "Asistente regular central") en la corte imperial del emperador Ling.
Los doce eran: Zhang Rang (張讓), Zhao Zhong (趙忠), Xia Yun (夏惲), Guo Sheng (郭勝), Sun Zhang (孫璋), Bi Lan (畢嵐), Li Song (栗嵩), Duan Gui (段珪), Gao Wang (高望), Zhang Gong (張恭), Han Kui (韓悝) y Song Dian (宋典).

## Primeros años
Dos de los eunucos, Zhang Rang (張讓) y Zhao Zhong (趙忠), comenzaron a servir en el palacio imperial Han como asistentes con el rango de jishi shengzhong (給事省中). Zhang Rang era de la comandancia de Yingchuan (潁川郡; alrededor de la actual Xuchang, Henan) mientras que Zhao Zhong era de la comandancia de Anping (安平郡; alrededor de la actual Jizhou, Hebei). Fueron ascendidos a xiao huangmen (小黃門) durante el reinado del emperador Huan (r. 146–168). En 159, Zhao Zhong participó en un golpe contra Liang Ji, un general muy influyente que monopolizó el poder estatal en la década de 150, y logró expulsarlo del poder. En reconocimiento a los esfuerzos de Zhao Zhong, el emperador Huan lo nombró marqués de un distrito principal (都鄉侯). En 165, Zhao Zhong fue ascendido a marqués secundario (關內侯) y se le permitió obtener un salario anual de 1000 hu de grano.

## Durante el reinado del emperador Ling
Durante el reinado del emperador Ling (r. 168–189), Zhao Zhong y Zhang Rang ascendieron al cargo de zhong changshi (中常侍) y recibieron títulos de marqués del emperador. También eran aliados cercanos de otros dos eunucos influyentes, Cao Jie (曹節; muerto en 181) y Wang Fu (王甫; muerto en 179). Después de la muerte de Cao Jie, Zhao Zhong asumió el cargo de chambelán de la emperatriz (大長秋). En ese momento, Zhang Rang y Zhao Zhong, junto con otros diez: Xia Yun (夏惲), Guo Sheng (郭勝), Sun Zhang (孫璋), Bi Lan (畢嵐), Li Song (栗嵩), Duan Gui (段珪), Gao Wang (高望), Zhang Gong (張恭), Han Kui (韓悝) y Song Dian (宋典) ocuparon todos el cargo de zhong changshi (中常侍), además de títulos de marqués. Sus parientes y asociados, que estaban repartidos por las distintas provincias y comandancias del Imperio Han, eran notorios por su corrupción.
Zhang Rang instruyó a Bi Lan para que aprovisionara de agua corriente el área cercana al palacio de Luoyang, por lo que Bi Lan construyó bombas de cadena y bombas de succión fuera de la Puerta de la Paz.

### Rebelión de los turbantes amarillos
Cuando estalló la Rebelión de los Turbantes Amarillos en 184, un oficial, Zhang Jun (張鈞) escribió un memorial al Emperador Ling, culpando a los Diez Asistentes y sus familiares y asociados por la corrupción que alimentó los agravios que llevaron a la rebelión. Instó al emperador Ling a ejecutar a los Diez Asistentes y darlo a conocer en todo el Imperio Han, para apaciguar la ira del pueblo llano.
Cuando el emperador Ling les mostró a los eunucos el documento, se quitaron los sombreros y los zapatos, se arrodillaron, le rogaron al emperador que los encarcelara y expresaron su disposición a donar su riqueza para financiar al ejército y sofocar la rebelión. El emperador les ordenó que se pusieran los sombreros y los zapatos, y continuaran con lo que estaban haciendo anteriormente. Luego reprendió a Zhang Jun: "¡Estás enojado! ¿No hay buenos entre los Diez Asistentes?"  Zhang Jun presentó otro memorial similar al anterior, pero el memorial nunca llegó al escritorio del emperador Ling. El emperador luego ordenó al Ministro de Justicia (廷尉) y a los Secretarios Imperiales (御史) que investigaran a Zhang Jue y su secta Taiping (太平道), quienes habían iniciado la rebelión de los Turbantes Amarillos. Zhang Rang y los eunucos instruyeron en secreto a los investigadores para incriminar a Zhang Jun como interesado en los caminos de la Secta Taiping; Zhang Jun fue encarcelado y torturado y finalmente murió en prisión.
Los propios eunucos estaban, de hecho, en secreto en contacto o colaborando con Zhang Jue. Después de que dos eunucos, Feng Xu (封諝) y Xu Feng (徐奉), fueran capturados y ejecutados, el enojado emperador Ling regañó a los eunucos: "A menudo dicen que los funcionarios no estaban haciendo nada bueno. Algunos de ellos han sido encarcelados mientras que otros fueron ejecutados. Ahora son ellos los que demuestran ser útiles para el Imperio, mientras que vosotros sois los que trabajáis con Zhang Jue. Entonces, ¿a quién debo ejecutar?" Los eunucos suplicaron clemencia y culparon a Wang Fu (王甫) y Hou Lan (侯覽). El emperador Ling  los dejó ir.

### Corrupción
Zhang Rang tenía varias amas de llaves para ayudarlo a administrar su hogar. Sus amas de llaves construyeron redes de apoyo con otras personas influyentes y aceptaron sobornos. Hubo un tal Meng Tuo (孟佗) de la comandancia de Fufeng (扶風郡) que le dio toda la fortuna de su familia como regalo a una de las amas de llaves de Zhang Rang. El ama de llaves, agradecida por el generoso regalo, le preguntó qué quería a cambio. Meng Tuo dijo que todo lo que quería era conocer a Zhang Rang. En ese momento, había muchas personas que buscaban una audiencia con el influyente eunuco; estas personas, que traían carros llenos de regalos, habían formado una larga cola frente a la residencia de Zhang Rang. Meng Tuo llegó tarde para poder entrar. Para su sorpresa, el ama de llaves, de quien se había hecho amigo, salió a darle la bienvenida como a un invitado de honor e instruyó a los sirvientes para que lo llevaran a los aposentos de Zhang Rang. Los otros visitantes vieron eso y pensaron que era un amigo especial de Zhang Rang, por lo que ansiosamente lo colmaron de regalos para halagarlo. Cuando Meng Tuo conoció a Zhang Rang más tarde, le dio algunos de los regalos que recibió a este último, quien estaba encantado. Zhang Rang luego ayudó a Meng Tuo a convertirse en el Inspector (刺史) de la provincia de Liang.
En 185, cuando estalló un incendio en la parte sur del palacio imperial, los Diez Asistentes sugirieron al emperador Ling que recaudara un impuesto de diez mazas de cada mu de tierras de cultivo para recaudar fondos para la reconstrucción del palacio. Luego, el emperador Ling ordenó a los funcionarios de las comandancias de Taiyuan (太原), Hedong (河東) y Didao (狄道) que transportaran madera y piedras estampadas a Luoyang (la capital imperial) como materiales de construcción. Cuando los envíos llegaron a palacio, los eunucos que los recibieron regañaron a los trabajadores por entregar materiales de mala calidad e insistieron en pagarlos muy por debajo de los precios del mercado, hasta una décima parte del precio de mercado. Luego revendieron los materiales a otros eunucos, quienes se negaron a comprar. Con el tiempo, las pilas de madera acumuladas comenzaron a descomponerse. Por lo tanto, las obras de construcción se retrasaron durante años. Para complacer al emperador Ling, algunos funcionarios regionales impusieron impuestos más elevados y obligaron a la gente a producir mayores cantidades de materiales de construcción, lo que provocó un mayor resentimiento entre el pueblo llano.
El emperador Ling solía decir: "El asistente regular Zhang [Rang] es mi padre, el asistente regular Zhao [Zhong] es mi madre". Como el emperador Ling confiaba mucho en los eunucos y los favorecía, estos se comportaron sin ley y abusaron de su poder. Incluso construyeron lujosas mansiones para sí mismos con un diseño similar al palacio imperial. Cuando el emperador Ling visitó una vez la plataforma Yong'anhou (永安侯臺), una plataforma de observación alta, los eunucos estaban preocupados de que viera sus mansiones y sospechara. Por lo tanto, le dijeron: "Su Majestad no debe ponerse en un terreno más alto. Si lo hace, la gente se dispersará". El emperador les creyó y dejó de visitar torres altas y miradores.
En 186, el emperador Ling encargó a los eunucos Song Dian (宋典) y Bi Lan (畢嵐) la supervisión de nuevos proyectos de construcción, incluido un nuevo salón del palacio, cuatro grandes estatuas de bronce, cuatro campanas gigantes de bronce y esculturas de animales que arrojaban agua, entre otros. También ordenó que se acuñaran monedas y que circularan ampliamente. Muchas personas percibieron que esto era una muestra de la extravagancia del emperador y señalaron carteles que mostraban que las monedas eventualmente se esparcirían por todas partes. Esto resultó ser cierto cuando estalló el caos en Luoyang después de la muerte del emperador Ling. El emperador Ling nombró a Zhao Zhong como "General de carros de caballería" (車騎將軍), pero lo destituyó de su cargo después de unos 100 días.

## Caída de la facción de los eunucos
Cuando el emperador Ling enfermó gravemente en 189, confió en secreto a su hijo menor, Liu Xie, que entonces tenía unos ocho años, a un eunuco y ayudante cercano, Jian Shuo. Tras la muerte del emperador, Jian Shuo intentó instalar a Liu Xie en el trono, pero su plan fracasó. El hijo mayor del emperador Ling, Liu Bian, de trece años, se convirtió en emperador en su lugar y fue conocido como el emperador Shao. La emperatriz viuda He (la madre del emperador Shao) y el general en jefe He Jin (hermano de la emperatriz viuda He) se convirtieron en los regentes que gobernaban en nombre del emperador menor de edad.
En el verano de 189, después de que Jian Shuo se enterara de que He Jin y sus subordinados estaban conspirando para eliminarlo, trató de persuadir a sus compañeros eunucos para que se unieran a él en su plan para asesinar a He Jin. Sin embargo, fueron persuadidos por Guo Sheng, quien era cercano a la emperatriz viuda He, para que rechazaran la idea de Jian Shuo. Posteriormente, He Jin hizo arrestar y ejecutar a Jian Shuo, y luego tomó el control de las unidades militares que anteriormente estaban bajo el mando de Jian. En el otoño de 189, Yuan Shao le sugirió a He Jin que eliminara la facción de los eunucos y consolidara el poder. La emperatriz viuda inmediatamente rechazó la idea porque requería que ella interactuara con hombres de manera regular, lo que encontró ofensivo e inmodesto. La madre de la emperatriz viuda He (la Dama de Wuyang) y He Miao (何苗) habían sido sobornados por los eunucos para protegerlos, por lo que también se opusieron firmemente al plan de He Jin, diciendo que les debían mucho a los eunucos (La emperatriz viuda se había convertido en la consorte del emperador Ling porque los eunucos la ayudaron).
Luego, He Jin escuchó una sugerencia alternativa de Yuan Shao: instruyó en secreto a algunos oficiales militares provinciales o señores de la guerra ( Dong Zhuo, Wang Kuang, Qiao Mao y Ding Yuan ) para que dirigieran sus tropas a las cercanías de Luoyang, la capital imperial, y abiertamente. exigir que los eunucos fueran ejecutados, con la esperanza de presionar a la emperatriz viuda He para que tomara medidas contra los eunucos. La emperatriz viuda inicialmente se negó a dañar a los eunucos, pero cuando las fuerzas de Dong Zhuo se acercaron a Luoyang, ordenó a los eunucos que abandonaran el palacio y regresaran a sus marquesados (Muchos de los eunucos habían sido nombrados marqueses por el emperador Ling). La hermana menor de la emperatriz viuda He se había casado con el hijo adoptado de Zhang Rang y este le suplicó que lo ayudara, por lo que ella le informó a su madre (la Dama de Wuyang), quien a su vez habló con la emperatriz viuda He. La emperatriz viuda cedió y convocó a los eunucos al palacio.
Alrededor de septiembre de 189, los eunucos tramaron un complot para asesinar a He Jin. Emitieron una orden imperial falsa a nombre de la emperatriz viuda He, indicándole a He Jin que entrara al palacio para encontrarse con ella. El 22 de septiembre de 189, He Jin cayó en la emboscada y murió a manos de los eunucos, quienes lo declararon culpable de traición. Después de la muerte de He Jin, sus subordinados Wu Kuang (吳匡) y Zhang Zhang (張璋), junto con Yuan Shao, Yuan Shu y otros, dirigieron sus tropas para asaltar el palacio y matar a los eunucos en venganza. Sacrificaron indiscriminadamente a cualquiera que pareciera un eunuco; algunos jóvenes que no tenían vello facial, desesperados, se bajaron los pantalones frente a los soldados para demostrar que no eran eunucos. Durante el ataque, los eunucos tomaron como rehenes a la emperatriz viuda He, al emperador Shao y al príncipe de Chenliu (Liu Xie) y trataron de huir del palacio por el río Amarillo hacia Chang'an. Lu Zhi interceptó al eunuco Duan Gui (段珪) y salvó a la emperatriz viuda de él. He Miao, que simpatizaba con los eunucos, fue asesinado por Wu Kuang y el hermano menor de Dong Zhuo, Dong Min (董旻). Más de 2.000 personas murieron en el ataque.
Zhang Rang y otros diez eunucos lograron llevar al emperador Shao y al príncipe de Chenliu a la orilla del río, con las fuerzas imperiales lideradas por Lu Zhi y Min Gong (閔貢) pisándoles los talones. Zhang Rang se volvió hacia el emperador Shao y dijo entre lágrimas: "Vamos a ser destruidos y estallará el caos en el Imperio. ¡Su Majestad, por favor cuídese!" Luego se arrojó al río y se ahogó.

## En elRomance de los Tres Reinos
Los diez asistentes aparecen al comienzo de la novela histórica del siglo XIV Romance de los Tres Reinos, que relata de manera legendaria los eventos que condujeron al final de la dinastía Han y el inicio del período de los Tres Reinos. Los diez enumerados en la novela fueron:
- Feng Xu (封諝), ejecutado en 184 por conspirar con los rebeldes Turbantes Amarillos.
- Jian Shuo (蹇碩), asesinado por Guo Sheng por intentar asesinar a He Jin.
- Zhao Zhong (趙忠), asesinado por Yuan Shu y Wu Kuang (吳匡).
- Guo Sheng (郭勝), asesinado por Yuan Shu y Wu Kuang.
- Xia Yun (夏惲), asesinado por Yuan Shu y Wu Kuang.
- Cheng Kuang (程曠), asesinado por Yuan Shu y Wu Kuang.
- Zhang Rang (張讓), ahogado.
- Duan Gui (段珪), asesinado por Min Gong (閔貢).
- Hou Lan (侯覽).
- Cao Jie (曹節).

Cinco de estos diez eunucos no estaban entre los Diez Asistentes históricos: Cheng Kuang es un personaje ficticio; Feng Xu y Jian Shuo existieron históricamente, pero no se incluyen entre los Diez Asistentes en el Libro de Han Posterior; Hou Lan y Cao Jie murieron en 172 y 181 respectivamente, por lo que no pudieron haber estado presentes cuando ocurrieron los eventos de la novela.

## En la cultura popular
Los Diez Asistentes aparecen en la serie de videojuegos Dynasty Warriors de Koei, específicamente en 4: Xtreme Legends (modo historia de Dong Zhuo ), 5: Xtreme Legends, y 8: Xtreme Legends (modo historia de Lü Bu y Ambition Mode).